# Gwary zachodnie języka kazachskiego

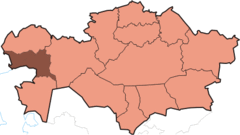
Obwód atyrauski, jeden z obwodów należących do obszaru gwar zachodnich

Gwary zachodnie języka kazachskiego – grupa gwar języka kazachskiego, używana w obwodzie atyrauskim, mangystauskim, aktiubińskim oraz częściowo w obwodzie kyzyłordyńskim i kustanajskim. Od kazachskiego języka standardowego różnią się przede wszystkim leksyką dotyczącą nauki, techniki i życia codziennego.

## Cechy charakterystyczne
Zachodnia grupa gwar kazachskich wyróżnia się użyciem sufiksu -жақ/жек (dołączanego zgodnie z harmonią wokaliczną), np. кележек zamiast literackiego келеді (przyjdzie). Ponadto, w drugiej osobie liczby mnogiej dla formy grzecznościowej stosowana jest końcówka -сыңыз/сіңіз, na przykład Келесіңіз бе? zamiast Келесіз бе? (Przyjdzie pan?). Kolejnym odmiennym od literackiego sufiksem jest -улы/үлi; sufiks ten jest używany w czasie przeszłym bliskim, np. берүлi (dał) zamiast бердi.
Ze zjawisk fonetycznych należy wyróżnić w gwarach zachodnich udźwięcznianie nagłosowego п, np. балау (pilaw, zamiast палау) oraz wymianę w sylabie nagłosowej samogłosek ұ i о, np. оқсау (być podobnym) zamiast ұқсау.